# Lagocheirus lugubris
Lagocheirus lugubris là một loài bọ cánh cứng trong họ Cerambycidae.